# Paphiopedilum parnatanum
Paphiopedilum parnatanum é uma espécie de orquídea terrestre, família Orchidaceae, que habita as Filipinas.